# NGC 3506
NGC 3506 (również PGC 33379 lub UGC 6120) – galaktyka spiralna (Sc), znajdująca się w gwiazdozbiorze Lwa. Odkrył ją William Herschel 11 marca 1784 roku.
W galaktyce tej zaobserwowano supernową SN 2003L.